# アンクル・クラッカー
アンクル・クラッカー(Uncle Kracker、1974年6月6日 - )はアメリカのミュージシャンである。以前はキッド・ロック(Kid Rock)のDJを担当していたが今はソロでボーカルとして活動している。キッド・ロックとは昔からの友人でエミネムとも親交が深い。
ファーストアルバムのDouble Wideから(Follow Me)はJTの飲料水「飲茶楼　彩美茶」のCMソングとして採用された。

## ディスコグラフィー

### アルバム
- Double Wide(2000年)
- No Stranger To Shame(2002年)
- 72 & Sunny(2004年)
- Happy Hour(2009)

### ビデオゲーム
- Need for Speed: Hot Pursuit 2 (2002年) - Keep it Coming